# McFarlane's Evil Prophecy
McFarlane's Evil Prophecy est un jeu vidéo d'action développé par Konami Computer Entertainment Hawaii et édité par Konami, sorti en 2004 sur PlayStation 2.
Le jeu est basé sur une ligne de figurines dessinée par Todd McFarlane.

## Accueil
Le jeu a été très mal accueilli par la presse spécialisée :
- Electronic Gaming Monthly : 2,67/10[1]
- Game Informer : 4/10[2]
- Game Revolution : F[3]
- GameSpot : 6,2/10[4]
- GameSpy : 1/5[5]
- GameZone : 5,5/10[6]
- IGN : 2,5/10[7]